# Пам'ятки Берегового
В місті Берегове Закарпатської області знаходиться 26 пам'яток архітектури 14 пам'яток історії і 7 пам'яток монументального мистецтва.

## Пам'ятки архітектури
Національного значення
| № п/п | Найменування пам'ятки                       | Датування        | Місцезнаходження        | Охоронний номер та номер у комплексі |
| ----- | ------------------------------------------- | ---------------- | ----------------------- | ------------------------------------ |
| 1     | Ансамбль споруд «Граф-ського двору» (мур.): | 1629 р.          | вул. Г.Бетлена, 1       | 1108 / 0                             |
| 2     | Палац князя Г.Бетлена (мур.)                | 1629 — 1857 рр.  | вул. Г.Бетлена, 1       | 1108 / 1                             |
| 3     | Каретна і зерносховище (мур.)               | 1629 — 1686 рр.  | вул. Г.Бетлена, 1       | 1108 / 2                             |
| 4     | Стайні (мур.)                               | 1629 — 1686 рр.  | вул. Г.Бетлена, 1       | 1108 / 3                             |
| 5     | Костел (мур.)                               | 13 — 15 ст.      | вул. Шандора Петефі, 30 | 1109 / 0                             |
| 6     | Костел (мур.)                               | 13 — 19 ст.      | вул. Тиноди             | 173 / 0                              |
| 7     | Костел (мур.)                               | к. 14 ст.        | с. Добросілля           | 1110 / 0                             |
| 8     | Костел (мур.)                               | 13 — 14 ст.      | с. Зміївка              | 1111 / 0                             |
| 9     | Замок (руїни) (мур.)                        | 12 — 13 ст.      | с. Квасове              | 1113 / 0                             |
| 10    | Костел (руїни) Йоана Хрестителя (мур.)      | 1117 р. — 16 ст. | с. Мужієве              | 1112 / 0                             |
| 11    | Реформаторська церква з дзвіницею (зміш.)   | 1753 р.          | с. Четове               | 812 / 0                              |

Місцевого значення
| № п/п | Найменування пам'ятки            | Датування     | Адреса                 | Охоронний номер | Охоронний номер | № і дата рішення або розпорядження про прийняття на державний облік |
| № п/п | Найменування пам'ятки            | Датування     | Адреса                 | новий           | старий          | № і дата рішення або розпорядження про прийняття на державний облік |
| ----- | -------------------------------- | ------------- | ---------------------- | --------------- | --------------- | ------------------------------------------------------------------- |
| 1     | Лікарня (мур.)                   | 1930-1936 рр. | вул. Берталона, 2      | 90029           | 35-М            |                                                                     |
| 2     | Житловий будинок (мур.)          | п. 20 ст.     | вул. Кошута, 2         | 90030           | 34-М            |                                                                     |
| 3     | Будинок обласного архіву (мур.)  | 19 ст.        | вул. Кошута, 4а        | 90031           | 37-М            |                                                                     |
| 4     | Будинок райвійськкомату (мур.)   | к. 19 ст.     | вул. Кошута, 8         | 90032           | 33-М            |                                                                     |
| 5     | Комплекс споруд винзаводу (мур.) | 20 ст.        | вул. Томаша Міхая, 22  | 90033           | 36-М            |                                                                     |
| 6     | Адмінбудинок (мур.)              | 19 ст.        | вул. Мукачівська, 3    | 90034           | 26-М            |                                                                     |
| 7     | Будинок (мур.)                   | 1820 р.       | пл. Ракоці, 1          | 90035           | 30-М            |                                                                     |
| 8     | Лазня (мур.)                     | 1911-1912 рр. | вул. Сечені, 2         | 90036           | 32-М            |                                                                     |
| 9     | Житловий будинок (мур.)          | 1820 р.       | вул. Сечені, 32        | 90037           | 31-М            |                                                                     |
| 10    | Житловий будинок (мур.)          | 19 ст.        | вул. Сечені, 34        | 90038           | 27-М            |                                                                     |
| 11    | Будинок СШ № 1 (мур.)            | 1896-1903 рр. | вул. Стефаника, 22     | 90039           | 25-М            |                                                                     |
| 12    | Будинок СШ № 5 (мур.)            | п. 20 ст.     | вул. Томаша, 5         | 90040           | 28-М            |                                                                     |
| 13    | Поліклініка (мур.)               | к. 19 ст.     | вул. Хмельницького, 1  | 90041           | 24-М            |                                                                     |
| 14    | Будинок СШ № 4 (мур.)            | к. 19 ст.     | вул. Хмельницького, 18 | 90042           | 23-М            |                                                                     |
| 15    | Житловий будинок (мур.)          | п. 20 ст.     | вул. Хмельницького, 27 | 90043           | 29-М            |                                                                     |

## Пам'ятки історії
| № п/п | Назва пам'ятки                                                                                         | Місце знаходження                | Рік     | Автор         | Матеріал, з якого виготовлено  | Охорон-ний № | № і дата рішення про взяття на облік       |  |
| ----- | --- | -------------------------------- | ------- | ------------- | ------------------------------ | ------------ | ------------------------------------------ |  |
| 1     | Місце перебування Ф.Казінці — угорського письменника XIX ст.                                           | м. Берегово, пл. Героїв          | 1990 р. | Гуряков В. В. | Камінь, цегла, черепиця        | 850          | Розпорядження ДАЗО № 452 від 11.10.1993 р. |  |
| 2     | Братська могила Радянських воїнів, які загинули в боях за визволення м. Берегова                       | пл. Героїв                       | 1945 р. | Гуряков В. В. | Залізобетон                    | 167          | Рішення ОВК № 12 від 16.01.1970 р.         |  |
| 3     | Братська могила партизан                                                                               | Міське кладовище (жидівське)     | 1969 р. |               | Залізобетон і мармурова крихта | 168          | Рішення ОВК № 191 від 06.07.1976 р.        |  |
| 4     | Ділянка могил радянських воїнів, які загинули в боях за визволення м. Берегова та Берегівського району | Вул. Пушкіна (реформ. кладовище) | 1945 р. |               | Залізобетон                    | 641          | Рішення ОВК № 139 від 21.05.1985 р.        |  |
| 5     | Могила Д.Петраша — керівника робітничого руху                                                          | Вул. Пушкіна (міське кладовище)  | 1960 р. |               | Залізобетон і мармурова крихта | 170          | Рішення ОВК № 12 від 16.01.1970 р.         |  |
| 6     | Могила М.Келемена — керівника робітничого руху                                                         | Вул. Пушкіна (міське кладовище)  | 1960 р. |               | Залізобетон і мармурова крихта | 171          | Рішення ОВК № 12 від 16.01.1970 р.         |  |
| 7     | Могила І.Моргентала — керівника робітничого руху                                                       | Вул. Пушкіна (міське кладовище)  | 1960 р. |               | Залізобетон і мармурова крихта | 172          | Рішення ОВК № 12 від 16.01.1970 р.         |  |
| 8     | Братська могила радянських воїнів                                                                      | Вул. Пушкіна (міське кладовище)  | 1986 р. |               | Залізобетон і мармурова крихта | 774          | Рішення ОВК № 43 від 22.03.1989 р.         |  |
| 9     | Місце перебування європейського реформатора угорського письменника І.Сечені                            | Пл. Ф.Ракоці ІІ                  | 1931 р. |               | Мармур, метал                  | 396          | Розпорядження ДАЗО № 452 від 11.10.1993 р. |  |
| 10    | Місце перебування Т.Ессе                                                                               | Пл. Ф.Ракоці ІІ                  | 1993 р. | Ж. Ортутай    | Мармур, бронза                 | 70           | Розпорядження ДАЗО № 452 від 11.10.1993 р. |  |
| 11    | Місце розстрілу Е.Капости — учасниці страйку робочих цегельного заводу м. Берегово                     | Вул. Фабрична                    | 1982 р. | Ж. Ортутай    | Теракота                       | 165          | Рішення ОВК № 12 від 16.01.1970 р.         |  |
| 12    | Місце мітингу солідарності з трудящими революційної Росії                                              | Територія цегельного заводу      | 1969 р. |               |                                | 163          | Рішення ОВК № 12 від 16.01.1970 р.         |  |
| 13    | Мем.дошка історику, краєзнавця Т.Легоцькому                                                            | Вул. Мукачівська, 3              |         |               |                                |              | Розпорядження ДАЗО № 65 від 22.02.2000 р.  |  |
| 14    | Мем.дошка Ференцу ІІ Ракоці — угорському політичному діячу                                             | Вул. Бетлена (СПТУ 2)            |         |               |                                |              | Розпорядження ДАЗО № 65 від 22.02.2000 р.  |  |
|       | |                                  |         |               |                                |              |                                            |  |

## Пам'ятки монументального мистецтва
| № п/п | Назвапам'ятника                                                            | Рік ство-рення | Архітектор, скульптор | Матеріал, з якого зроблено пам'ятник | Адреса пам'ятки        | Охорон-ний № | № і дата рішення про взяття пам'ятника під охорону |
| ----- | -------------------------------------------------------------------------- | -------------- | --------------------- | ------------------------------------ | ---------------------- | ------------ | -------------------------------------------------- |
| 1     | Пам'ятник угорському письменнику Д.Іешу                                    | 1983 р.        | ск. Борбаш Тібор      | бронза, залізобетон                  | пл. Кошута             | 816          | Розпорядження ДАЗО № 452 від 11.10.1993 р.         |
| 2     | Пам'ятник угорському поету-революціонеру XIX ст. Шандору Петефі            | 1991 р.        | ск. Керешені Томаш    | камінь, бетон, бронза                | пл. Ф.Ракоці ІІ        | 401          | Розпорядження ДАЗО № 452 від 11.10.1993 р.         |
| 3     | Пам'ятник угорському державному діячу Л.Кошуту                             | 1991 р.        | ск. Шемеді Арпад      | мармур, бронза                       | вул. Б. Хмель-ницького | 32           | Розпорядження ДАЗО № 452 від 11.10.1993 р.         |
| 4     | Пам'ятник полеглим у роки ІІ світової війни та жертвам сталінського терору | 1999 р.        | ск. Петер Вереш       |                                      | пл. Пушкіна            |              |                                                    |
| 5     | Погруддя Святого Іштвана                                                   |                |                       |                                      |                        |              |                                                    |
| 6     | Пам'ятник політичному діячу Г. Бетлену                                     |                |                       |                                      |                        |              | Розпорядження ЗОДА № 65 від 22.02.2000 р.          |
| 7     | Пам'ятник Шевченку Т. Г.                                                   | 2016 р.        | ск. Олашин В. В.      | бронза                               | вул. Шевченка          |              |                                                    |